# Deutschland Tour
Deutschland Tour – wieloetapowy wyścig kolarski rozgrywany nieregularnie od 1911 w Niemczech. W latach 2005–2008 rozgrywany w ramach cyklu UCI ProTour.
Wyścig dookoła Niemiec odbywał się nieregularnie w latach 1911–1982. Następnie w 1999 wznowiono go w formule corocznej, włączając do kalendarza UCI, początkowo z kategorią 2.4 (1999), następnie 2.3 (2000–2001) i 2.2 (2002–2004).
W 2005 Deutschland Tour stał się częścią UCI ProTour – cyklu najważniejszych wyścigów kolarskich świata. Pozostał w nim jednak tylko do edycji z 2008, po której organizatorzy poinformowali o zawieszeniu dalszej organizacji imprezy ze względu na liczne przypadki stosowania niedozwolonych środków dopingujących w środowisku kolarskim, w szczególności dyskwalifikacje Stefana Schumachera i Bernharda Kohla z wyników Tour de France 2008.
Deutschland Tour został wznowiony 10 lat później – w 2018 w ramach cyklu UCI Europe Tour otrzymał kategorię 2.1, w 2019 2.HC. Od 2020 został włączony do cyklu UCI ProSeries (edycja z 2020 została ostatecznie odwołana, a Deutschland Tour z kategorią 2.Pro odbył się po raz pierwszy rok później).

## Zwycięzcy
Opracowano na podstawie:
| Rok  | Pierwsze                  | Drugie                 | Trzecie                    |          |
| ---- | ------------------------- | ---------------------- | -------------------------- | -------- |
| 1911 | Hans Ludwig               | Adolf Huschke          | Hans Hartmann              |          |
| 1922 | Adolf Huschke             | Paul Kohl              | Wilhelm Siewert            |          |
| 1927 | Rudolf Wolke              | Eric Reim              | Richard Rösch              |          |
| 1930 | Hermann Buse              | Kurt Stöpel            | Oskar Tietz                |          |
| 1931 | Erich Metze               | Oskar Thierbach        | Nicolas Frantz             |          |
| 1937 | Otto Weckerling           | Ludwig Geyer           | Fritz Diederichs           |          |
| 1938 | Hermann Schild            | Frans Bonduel          | Otto Weckerling            |          |
| 1939 | Georg Umbenhauer          | Robert Zimmermann      | Fritz Scheller             |          |
| 1947 | Erich Bautz               | Fritz Diederichs       | Richard Voigt              |          |
| 1948 | Philipp Hilbert           | Erich Bautz            | Fritz Scheller             |          |
| 1949 | Harry Saager              | Erich Bautz            | Reinhold Steinhilb         |          |
| 1950 | Roger Ghyselinck          | Matthias Pfannenmüller | Otto Schenk                |          |
| 1951 | Guido De Santi            | Fritz Schär            | Raymond Impanis            |          |
| 1952 | Isidoor De Ryck           | Marcel De Mulder       | Raymond Impanis            |          |
| 1955 | Rudi Theissen             | Franz Reitz            | Hennes Junkermann          |          |
| 1960 | Ab Geldermans             | Jef Planckaert         | Klaus Bugdahl              |          |
| 1961 | Friedhelm Fischerkeller   | Hennes Junkermann      | Piet Rentmeester           |          |
| 1962 | Peter Post                | Lode Troonbeeckx       | Roger Baens                |          |
| 1979 | Dietrich Thurau           | Aad van den Hoek       | Francesco Moser            |          |
| 1980 | Gregor Braun              | Tommy Prim             | Marino Lejarreta           |          |
| 1981 | Silvano Contini           | Theo de Rooij          | Tommy Prim                 |          |
| 1982 | Theo de Rooij             | Paul Haghedooren       | Ludo Peeters               |          |
| 1999 | Jens Heppner              | Andreas Kappes         | Christian Wegmann          |          |
| 2000 | David Plaza               | Andreas Klöden         | Udo Bölts                  |          |
| 2001 | Aleksandr Winokurow       | Aitor Garmendia        | Rolf Aldag                 |          |
| 2002 | Igor González de Galdeano | Aitor Garmendia        | Tobias Steinhauser         |          |
| 2003 | Michael Rogers            | José Azevedo           | Aleksandr Winokurow        |          |
| 2004 | Patrik Sinkewitz          | Jens Voigt             | Jan Hruška                 |          |
| 2005 | Levi Leipheimer           | Jan Ullrich            | Georg Totschnig            |          |
| 2006 | Jens Voigt                | Levi Leipheimer        | Andriej Kaszeczkin         |          |
| 2007 | Jens Voigt                | Levi Leipheimer        | David López García         |          |
| 2008 | Linus Gerdemann           | Thomas Lövkvist        | Janez Brajkovič            |          |
| 2018 | Matej Mohorič             | Nils Politt            | Maximilian Schachmann      |          |
| 2019 | Jasper Stuyven            | Sonny Colbrelli        | Yves Lampaert              |          |
| 2020 | odwołany                  | odwołany               | odwołany                   | odwołany |
| 2021 | Nils Politt               | Pascal Ackermann       | Alexander Kristoff         |          |
| 2022 | Adam Yates                | Pello Bilbao           | Ruben Guerreiro            |          |
| 2023 | Ilan Van Wilder           | Felix Großschartner    | Danny van Poppel           |          |
| 2024 | Mads Pedersen             | Danny van Poppel       | Tobias Halland Johannessen |          |